# Flash Solo
Flash Solo (Originaltitel: Il giustiziere sfida la città) ist ein italienischer Kriminalfilm, der am 4. Mai 1984 – fast zehn Jahre nach seiner Entstehung – seine deutsche Erstaufführung erhielt. Video-Alternativtitel des Films ist Der Vernichter.

## Handlung
Rambo besucht nach langer Zeit seinen alten Jugendfreund Pino. Pino führt ein bürgerliches Leben. Er ist Polizist und hat eine Frau und einen Sohn. Pino möchte Rambo für die Polizei anwerben, doch Rambo lehnt dieses Gesuch ab.
Als der Sohn eines Industriellen entführt wird, wittert Pino seine Chance. Er möchte die Verbrecher dingfest machen. Pino hat erfahren, dass der Gangster Conti mit seiner Bande hinter der Entführung steht. Seine Ermittlungen muss Pino mit dem Tod bezahlen. Rambo ist entsetzt über den Tod seines Freundes und will seinen Tod nicht ungesühnt lassen. Er gibt der rivalisierenden Gangsterbande von Paternò den Hinweis, dass Conti hinter der Entführung steckt. Anfangs bekriegen sich die Gruppen von Conti und Paternò. Mehrere Bandenmitglieder kommen ums Leben. Ciccio Paternò vermittelt nach schweren Verlusten ein Friedensabkommen zwischen den beiden Verbrechergruppen. Gemeinsam wollen nun beide Gruppen Rambo töten.
Rambo überlebt einen Mordanschlag mit Glück. In der Folge gelingt es ihm, die Gruppen auszutricksen, den Jungen zu befreien und Conti zu töten. Der am Ende der Kämpfe isolierte und gedemütigte Paternò begeht Selbstmord. Rambo verzichtet auf jede Belohnung und fährt mit seinem Motorrad davon.

## Kritik
Das Lexikon des internationalen Films urteilte, das Werk sei ein „aktionsreicher Gangsterfilm mit deutlicher Selbstjustiz-Mentalität; die überaus brutalen Passagen des Films werden teilweise durch das komödiantische Spiel entschärft.“ Im Genrestandardwerk Der Terror führt Regie schreibt Michael Cholewa: „Umberto Lenzi ist mal wieder ein weiteres unterhaltsames Kabinettstück gelungen.“ Die Segnalazioni Cinematografiche lobten die sehr gute Inszenierung und Darstellung und bemerkten, die bekannten Motive um Entführung und Selbstjustiz fänden neue Interpretation, indem „der Protagonist wie die alten Rittersleute auf ihrem Pferd nun auf seinem Motorrad, ohne auf Geld oder Prestige zu achten, sich um die Verteidigung der Schwachen (wenn auch Wohlhabenden) und Unterdrückten einsetze.“

## Synchronisation
Deutsche Sprecher sind u. a. Thomas Danneberg, Arnold Marquis, Ronald Nitschke, Manfred Lehmann, Gerd Duwner und Bettina Schön.